# Кристиан Ран
Кристиан Ран (на немски: Christian Rahn, роден 15 юни 1979) е германски футболист и бивш национал. Състезава се за Ханза Росток играе като защитник.
Ран започва състезателната си кариера във ФК Санкт Паули. Играе още за Хамбургер ШФ и 1. ФК Кьолн.